# بلمنت
بلمنت (به اسپانیایی: Bellmunt) یک منطقهٔ مسکونی در اسپانیا است که در نوگورا واقع شده‌است. بلمنت ۵٫۱ کیلومتر مربع مساحت دارد.